# Jugoslavensko rukometno prvenstvo za žene 1955.
Prvenstvo Jugoslavije u rukometu za žene za 1955. godinu je osvojila ekipa Lokomotiva iz Virovitice.

## Ljestvica završnice
Završnici prvenstva, u koju su se plasirale četiri ekipe su prethodila podsavezna i republička natjecanja.
| poz | klub                  | ut | pob | rem | por | g+ | g- | bod |
| --- | --------------------- | -- | --- | --- | --- | -- | -- | --- |
| 1.  | Lokomotiva Virovitica | 3  | 2   | 0   | 1   | 16 | 6  | 4   |
| 2.  | Spartak Subotica      | 3  | 1   | 2   | 0   | 14 | 11 | 4   |
| 3.  | Kartonaža Zagreb      | 3  | 1   | 1   | 1   | 9  | 17 | 3   |
| 4.  | Lokomotiva Zagreb     | 3  | 0   | 1   | 2   | 7  | 12 | 1   |

## Republička prvenstva

### Prvenstvo Hrvatske
Republički turnir održan u Virovitici uz sudjelovanje šest ekipa.
| mj | klub                     | ut | pob | ner | por | golovi | bod |
| -- | ------------------------ | -- | --- | --- | --- | ------ | --- |
| 1. | Lokomotiva Virovitica    | 5  | 4   | 0   | 1   | 48:11  | 8   |
| 2. | Lokomotiva Zagreb        | 5  | 3   | 2   | 0   | 25:9   | 8   |
| 3. | Kartonaža Zagreb         | 5  | 2   | 2   | 1   | 15:11  | 6   |
| 4. | Slavonka Nova Gradiška   | 5  | 2   | 2   | 1   | 25:20  | 6   |
| 5. | Grafičar Osijek          | 5  | 1   | 0   | 4   | 13:30  | 2   |
| 6. | Jedinstvo Donji Miholjac | 5  | 0   | 0   | 5   | 2:47   | 0   |